# Пейзаж з Асканієм, який стріляє в оленя Сільвії (картина)
«Пейзаж із Асканієм, що стріляє в оленя Сільвії» — картина 1682 року олією на полотні, створена Клодом Лорреном, художником з герцогства Лотарингії, який працював в Римі. Вона була намальована для принца Лоренцо Онофріо Колонни (1637–1689), найважливішого мецената Клода в останні роки життя, і зараз знаходиться в Музеї Ашмола в Оксфорді. Він підписаний, датований роком(у центрі внизу), як іноді робив Клод зі своїми менш поширеними творами.
Це була остання картина Клода і, можливо, не зовсім закінчена; тому він не з'являється в Liber Veritatis, де він робив малюнки для запису своїх закінчених робіт. Його дата створення невідома, але коли він намалював її, йому було принаймні близько 70 років, можливо, 82 роки. Це був пандан до його картини, виконаної шістьма роками раніше, «Вид Карфагена з Дідоною та Енеєм (або "Прощання Енея з Дідоною в Карфагені", 1676, тепер вона знаходиться в Гамбургзькій картинній галереї)", ще однією сценою з «Енеїди», що з’явилася раніше. З оксфордською картиною, що висить зліва, групи фігур у кожній звернені всередину, а головні будівлі обрамляють зовнішню частину пари. На обох картинах зображені великі колони на класичній будівлі, що нагадує рід Колонна, яка включила таку колону до свого герба.
На картині зображена сцена з книги 7, вірші 483–499, поеми Вергілія «Енеїда». Син Енея Асканій стріляє в оленя, який є домашнім вихованцем Сільвії, дочки «Тіррея, головного мисливця латинського царя» (переклад Джона Драйдена), провокуючи війну з Лацієм за майбутнє Риму. Розповідь Вергілія, що складається з 16 рядків, витрачає більшість із них на опис близьких стосунків між Сільвією та оленем. Картина показує момент, коли Асканій прицілюється, а олень, надто довіряючий своєму особливому статусу, дивиться на нього. Як тільки стріла випущена, спокійний прибережний ландшафт, що розкинувся позаду них, дуже швидко буде порушено війною, яку далі описує Вергілій.
Незвично для картин Клода небо затягнуте грозовими хмарами, а дерева згинає вітер, що йде зліва. Вишуканий храм з коринфськими ордерами вже давно руйнується. На перший погляд, це, в сцені до заснування Риму, є анахронізмом, який був би очевидним навіть у 17 столітті, але він відображає стан, до якого були приведені давньоримські пам’ятники за часів Клода. Таким чином, картина охоплює всю хронологію римської цивілізації в історії, від її початку до кінця, і зображує ідеалізований пейзаж часів Клода з фігурами з її ранньої історії.

## Сюжет та композиція

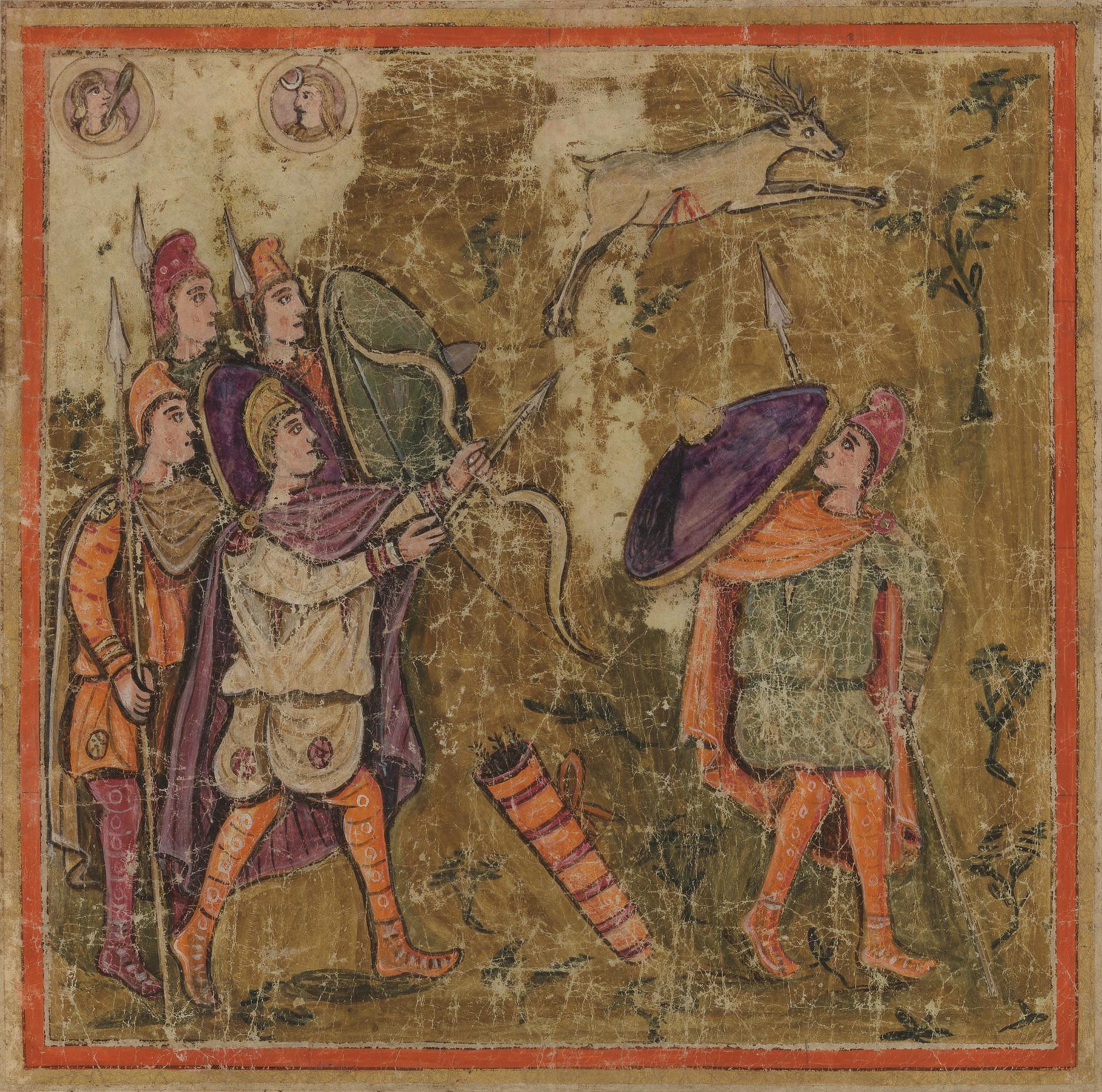
Сцена з Vergilius Romanus, V ст. н.е., Бібліотека Ватикану

Тема дуже рідкісна в мистецтві, але є композиція Рубенса з картиною в Жироні та ескізом маслом у Музеї мистецтв Філадельфії, що показує інший момент історії. Це теж пізній твір, але навряд чи композиція може бути більш іншою; тут Сільвія вигодовує вмираючого оленя, в той час як його супутниця відволікає гончих від нього, а за ними зав'язалася бійка між латинянами та загоном Асканії.
Клод цілком міг знати про зображення в Vergilius Romanus, ілюстрованому рукописі творів Вергілія 5 століття у бібліотеці Ватикану (Cod. Vat. lat. 3867, f 163 recto). Позбавлені пейзажу, елементи на картині схожі, хоча Асканій вже поранив оленя і тягне лук для другого пострілу. Сцена ближча до Рубенса, коли поранений олень знаходить Сільвію, знаходиться у Vergilius Vaticanus близько 400 років. Цікаво, що саме в цьому місці два пізньоантичні вергілійські цикли ілюстрацій наближаються до збігу.
Композиція розвивалася завдяки серії малюнків, починаючи з 1669 року, з двома зараз у Чатсворт-хаусі (1671 або 1678) і в Ашмолі (1682). Остаточна композиція з річкою, що розділяє лучника і оленя, була досягнута лише в кінці процесу. Як і в підвісці в Гамбурзі, і в багатьох картинах Клода, композиція притягує погляд глядача на задній план, маючи два великих елемента репусуару з кожного боку, де один знаходиться дуже близько, а інший розташований набагато далі. Поставлена таким чином діагональ зліва направо врівноважується річкою, яка тече у протилежному напрямку.

## Зображені фігури

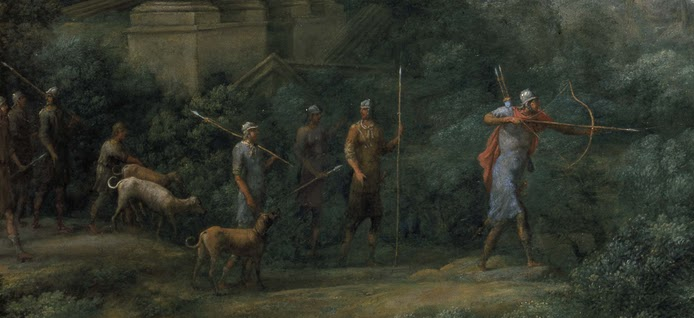
Фігури, що зображені на картині

Хоча практично на кожній картині Клода є фігури, навіть якщо тільки пастух, їх слабкість завжди визнавалася, не в останню чергу самим Клодом; за словами його біографа Філіппо Балдінуччі, він пожартував, що брав плату за свої пейзажі, але зображав фігури безкоштовно. За словами іншого його сучасного біографа Йоахіма фон Зандрарта, він доклав значних зусиль для їх покращення, але безуспішно; Звичайно, серед його малюнків є численні дослідження, що, як правило, стосуються груп фігур.
В останні роки життя Клода його фігури мають тенденцію ставати все більш витягнутими, і цей процес на цій картині доводиться до крайності, про яку навіть її власник каже: «Мисливці неймовірно витягнуті – зокрема, Асканій до абсурду дуже важкий». Його підвіска має майже такі ж екстремальні фігури. З модою в середині 20-го століття на медичну діагностику через мистецтво було висловлено припущення, що Клод розробив оптичний стан, що викликає такі ефекти, але це було відкинуто лікарями та критиками.

## Сприйняття

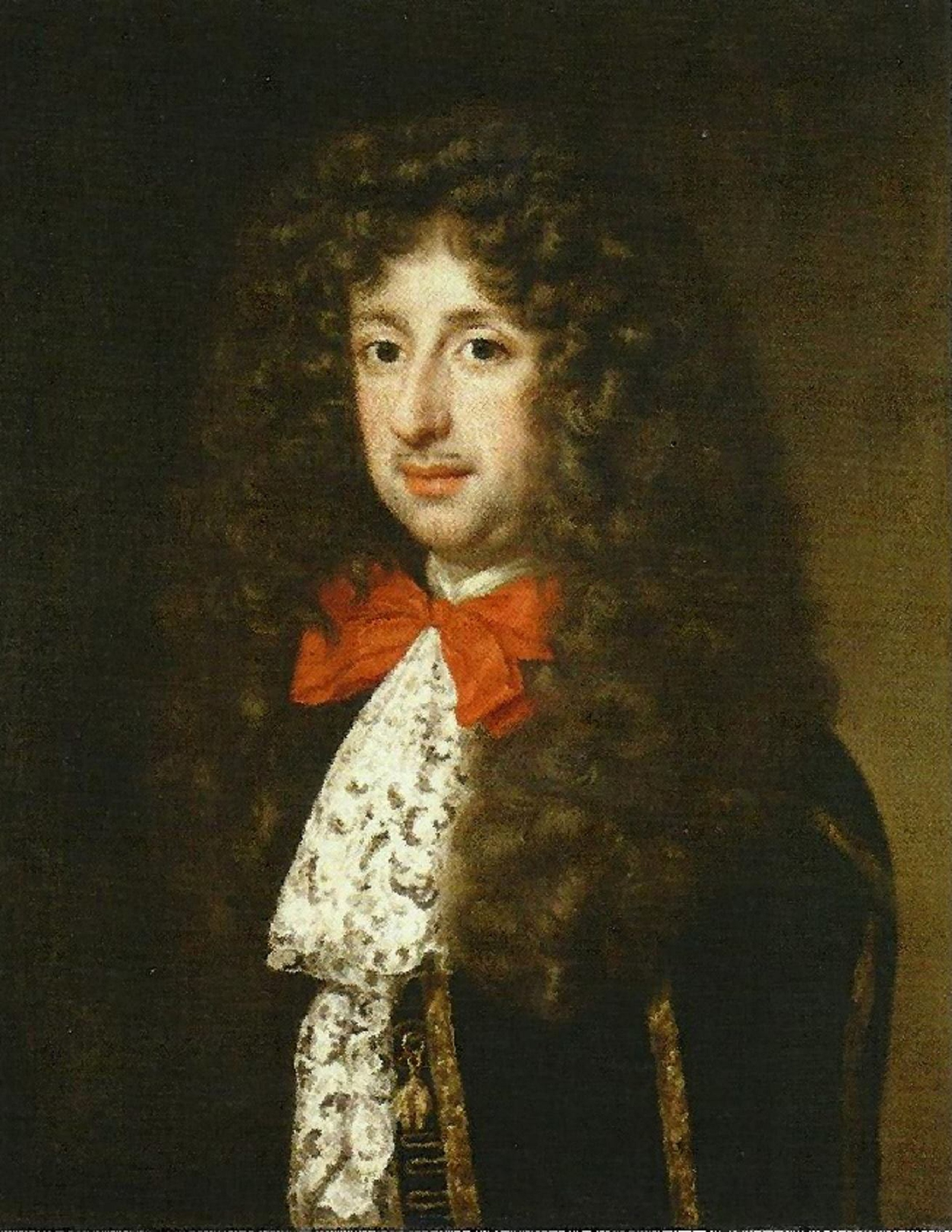
Принц Лоренцо Онофріо Колонна, меценат. Портрет виконаний Яковом Фердинандом Футом.

Незважаючи на фігури, картина була однією з найбільш поважних робіт Клода. Для Ентоні Бланта це «розкриває всі якості останньої фази художника... Колірна гама зведена до крайніх меж: сріблясто-зелені дерева, блідо-сіро-блакитне небо, сіра архітектура та вбрання нейтральних кольорів для фігур. Дерева тепер такі прозорі, а портик такий відкритий, що майже не перериває безперервності повітря. Фігури тонкі й витягнуті, так що вони теж мають нематеріальну якість, що підходить для цієї казкової країни. Усі елементи поезії Клода тут у найголішому вигляді, але поєднані в чарівний спосіб, який не піддається аналізу».
Для Майкла Кітсона, фахівця з картин Клода Лоррена, це «відразу підсумовує і виходить за межі попереднього розвитку Клода. Це абсолютно особисте, але при цьому має ту глибоку, трепетну та віддалену якість, яка характеризує стиль інших великих художників у старості».

## Подальша доля
Після написання картина залишалася в Палаццо Колонна в Римі до 1798/9 року, коли французи окупували Рим. Поряд з багатьма іншими кращими картинами з римських колекцій, її купив англійський колекціонер, дилер, письменник і куратор Вільям Янг Оттлі. Оттлі привіз його до Лондона в той час, коли роботи Лоррена продавалися за величезні ціни. Він був проданий на Christie's 16 травня 1801 року за 462 фунти стерлінгів, відтепер відокремлений від підвіски, який коштував 840 фунтів стерлінгів. Він був куплений банкіром сером Томасом Берінгом, і був у його будинку в Страттон-Парк, Гемпшир, до 1837 року. Він залишався в сімейній колекції Берінгів, поки 2-й граф Нортбрук не продав його на Christie's у 1919 році за 588 фунтів стерлінгів; до цього часу ціни на роботи Клода впали, враховуючи інфляцію. У 1926 році його подарувала місіс Ф. Велдон.

## Додаткова література
- Wine, Humphrey (1994), Claude: The Poetic Landscape (exhibition catalogue), 1994, National Gallery Publications Ltd, ISBN 1857090462
- Кларк, Кеннет, Landscape into Art, 1949
- Sonnabend, Martin and Whiteley, Jon, with Ruemelin, Christian. 2011. Claude Lorrain: The Enchanted Landscape. Farnham: Lund Humphries; in association with the Ashmolean Museum, Oxford.